# Nordprovinz (Ruanda)
Die Nordprovinz (auf Kinyarwanda Intara y'Amajyaruguru, französisch Province du Nord, englisch Northern Province) ist eine Provinz Ruandas. Sie wurde mit der Einführung einer neuen Verwaltungsgliederung am 1. Januar 2006 aus den größten Teilen der ehemaligen Provinzen Byumba und Ruhengeri und dem nördlichen Teil von Kigali Rural gebildet. Die Nordprovinz besteht aus den fünf Distrikten Burera, Gakenke, Gicumbi, Musanze und Rulindo. Ihre Hauptstadt ist Byumba. Laut dem Zensus von 2022 leben in der Provinz 2.038.511 Einwohner.

## Geographie
Eine weitere Stadt ist Ruhengeri. Die Landschaft der Nordprovinz ist uneben und von hohen Bergen, darunter Vulkanen der Virunga-Vulkankette, geprägt. Die höchste Erhebung ist der Karisimbi. Innerhalb der Provinz liegen auch die Zwillingsseen Burera und Ruhondo. Östlich dieser befinden sich die Rugezi-Sümpfe, die seit 12. Januar 2005 als Ramsar-Gebiet ausgewiesen sind.

## Verwaltungsgliederung

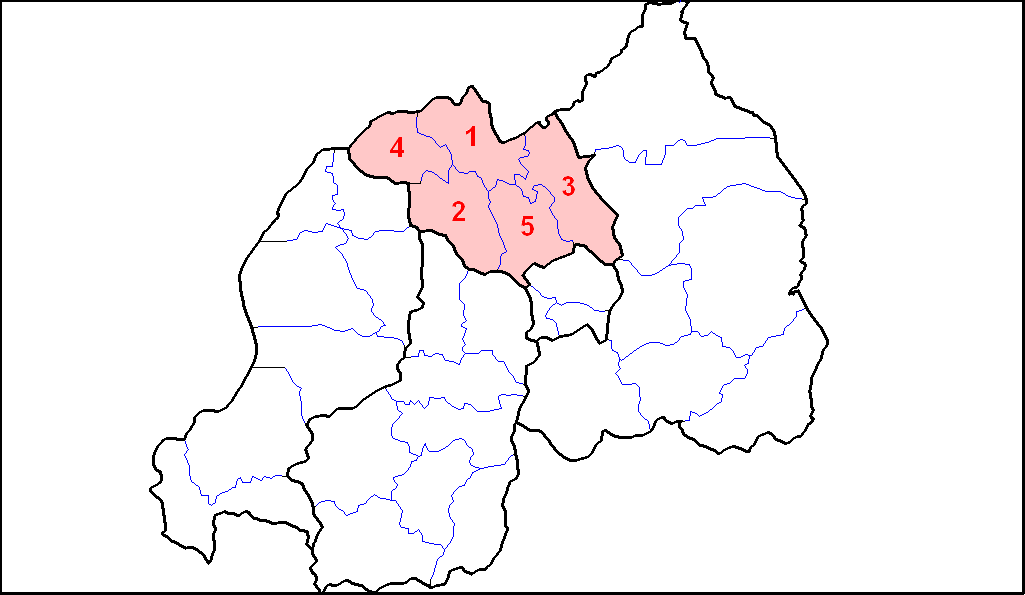
Distrikte der Nordprovinz: 1. Burera, 2. Gakenke, 3. Gicumbi, 4. Musanze, 5. Rulindo

Die Nordprovinz gliedert sich in folgende fünf Distrikte und deren Sektoren:
| Distrikt | Sektoren | Fläche [km²] |
| -------- | --- | ------------ |
| Burera   | Bungwe, Butaro, Cyanika, Cyeru, Gahunga, Gatebe, Gitovu, Kagogo, Kinoni, Kinyababa, Kivuye, Nemba, Rugarama, Rugengabari, Ruhunde, Rusarabuye, Rwerere                               | 644,5        |
| Gakenke  | Busengo, Coko, Cyabingo, Gakenke, Gashenyi, Janja, Kamubuga, Karambo, Kivuruga, Mataba, Minazi, Mugunga, Muhondo, Muyongwe, Muzo, Nemba, Ruli, Rusasa, Rushashi                      | 703,9        |
| Gicumbi  | Bukure, Bwisige, Byumba, Cyumba, Giti, Kageyo, Kaniga, Manyagiro, Miyove, Mukarange, Muko, Mutete, Nyamiyaga, Nyankenke, Rubaya, Rukomo, Rushaki, Rutare, Ruvune, Rwamiko, Shangasha | 828,9        |
| Musanze  | Busogo, Cyuve, Gacaca, Gashaki, Gataraga, Kimonyi, Kinigi, Muhoza, Muko, Musanze, Nkotsi, Nyange, Remera, Rwaza, Shingiro                                                            | 530,3        |
| Rulindo  | Base, Burega, Bushoki, Buyoga, Cyinzuzi, Cyungo, Kinihira, Kisaro, Masoro, Mbogo, Murambi, Ngoma, Ntarabana, Rukozo, Rusiga, Shyorongi, Tumba                                        | 566,7        |

## Wirtschaft
Wichtigster Erwerbszweig ist die Landwirtschaft. In der Industrie gibt es namentlich zwei Fabriken. Im Bergbausektor werden Wolfram, Coltan, Zinn, Steine und Sand abgebaut. Fünf Transportunternehmen besorgen den öffentlichen Straßenverkehr, Transport auf dem Wasser ist auf Seen und Flüssen möglich. In Mukungwa und Ntaruka befinden sich zwei bedeutende Wasserkraftwerke.